# 芝加哥期貨交易所

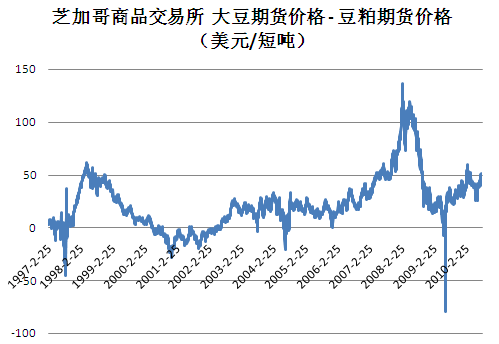
芝加哥商品交易所的大豆、豆粕指数价差

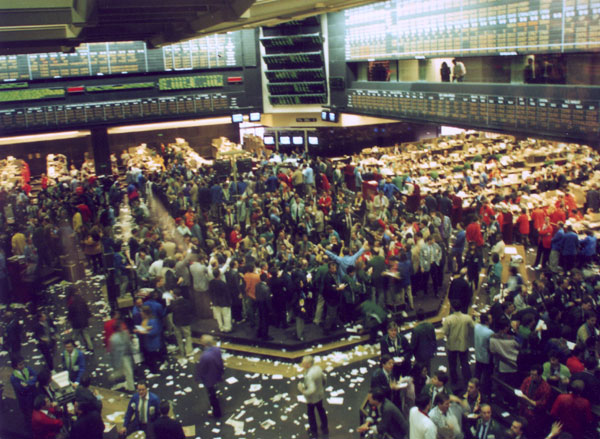
交易大廳

芝加哥期货交易所（英文：Chicago Board of Trade，縮寫：CBOT），是位於美國伊利諾州芝加哥的一家以期貨交易為業的金融公司、金融服務業，成立於1848年，是世界上最古老的期貨和期權交易所。旗下有50種以上的期貨與期權產品，總計3600個項目和商品。
目前，芝加哥期貨交易所與其他三個交易所（芝加哥商業交易所、紐約商業交易所、紐約商品交易所）都是芝加哥商品交易所集團（CME集團）旗下子公司。

## 歷史
- 1848年，82位粮食商人在芝加哥共同成立了全世界上第一家较为规范的期货交易所——芝加哥期货交易所。
- 1865年，芝加哥期貨交易所上市世界上首個標準化的“交易所買賣”遠期合約，這被稱為期貨合約。同时实行了保证金制度，向签约双方收取不超过合约价值10%的保证金，作为履约保证。
- 1882 年，芝加哥期货交易所允许以对冲方式免除履约责任。
- 1883年，芝加哥期货交易所成立了结算协会，向其会员提供对冲工具。
- 1919年，芝加哥黃油和雞蛋委員會脫離芝加哥期貨交易所，並進行了重組，使會員交易未來的貿易價差之類的金融避險商品，之後更名為芝加哥商品交易所。
- 1925年，為了蓬勃交易所需，特地於交易所原址興建新大樓。同年，芝加哥期貨交易所結算公司（BOTCC）成立，芝加哥期貨交易所所有交易都要進入結算公司結算，現代意義上的結算機構形成。
- 1930年，芝加哥期貨交易所大樓完工後，成為芝加哥的地標，直到1965年都還是芝加哥市的最高建築物。
- 1975年10月，芝加哥期货交易所上市的国民抵押协会债券(GNMA)期货合约是全世界第一个利率期货合约[1]。
- 1977年8月，芝加哥期交所推出美国长期国债期货合约。
- 2003年，交易所成交量达到创纪录的4.54亿张合约。
- 2006年8月1日，推出農產品期貨電子看板。常規公開喊價交易可以轉成電子交易，增加商品流動性。
- 2006年10月17日，CME集團宣布收購芝加哥期货交易所的價值80億美元的股票，將之納入CME集團。芝加哥期货交易所目前使用外包的技術平台，將逐漸轉移到CME集團的Globex交易系統，這裡能提供大量的交易，節省交易撮合的時間。此次合併還將加強集團在全球衍生性金融商品市場的地位。
- 2007年7月9日，經CBOT股東批准合併，芝加哥期货交易所成為美國歷史上最大的衍生性金融商品市場[2]。
- 2020年4月15日，芝加哥商品交易所修改規則增列負值下單，又取消熔斷，如果產品價格跌破0，當時大部分下單軟體都會無法處理，造成4月20日西得克萨斯中间基原油跌倒-37.63美元/桶收市的歷史記錄[3]。
- 2020年4月22日起，芝加哥商品交易所集團（CME）允許報價為負的石油期權上市。

## 海外活動
- 2009年芝加哥商品交易所集團（CME）入股馬來西亞衍生產品交易所25%股權。

## 逸聞
- 1974年8月1日，有人聲稱匿名炸彈已被放置在大樓裡導致交易全部暫停。
- 1981年10月22日，有人聲稱匿名炸彈已被放置在芝加哥商品交易所和費城證券交易所導致交易全部暫停。

## 外部連結
- 芝加哥商品交易所 （页面存档备份，存于）
- 芝加哥商品交易所大中華區 （页面存档备份，存于）

41°52′40″N 87°37′56″W / 41.877821°N 87.632285°W